# Odległość ciemieniowo-siedzeniowa
Odległość ciemieniowo-siedzeniowa (ang. crown rump length, CRL) – parametr mierzony w położniczym badaniu USG. Jest to odległość od szczytu głowy zarodka lub płodu do dolnej granicy pośladków. Pomiar dokonywany jest przed 10. tygodniem ciąży. 
| Hbd    | CRL    |
| ------ | ------ |
| 6.1 :  | 0.4 cm |
| 7.2 :  | 1.0 cm |
| 8.0 :  | 1.6 cm |
| 9.2 :  | 2.5 cm |
| 9.9 :  | 3.0 cm |
| 10.9 : | 4.0 cm |
| 12.1 : | 5.5 cm |
| 13.2 : | 7.0 cm |
| 14.0 : | 8.0 cm |